# Palazzolo (Roma)

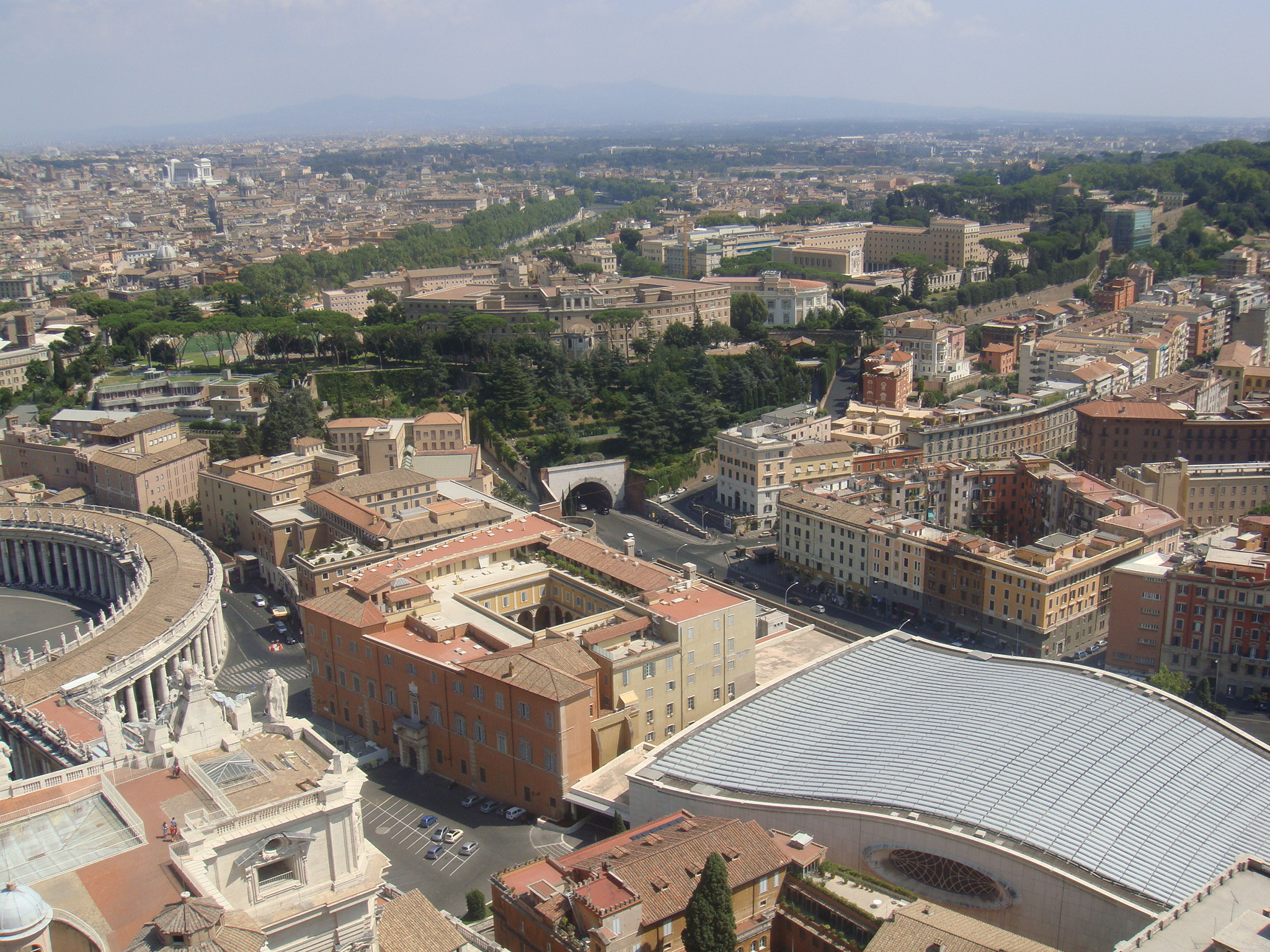
Il Palazzolo (la collina a sinistra nella foto coronata da pini marittimi) visto dalla Cupola di San Pietro

Il Palazzolo (o Palazzola, in Latino Palatiolum) è l'estrema propaggine settentrionale del colle Gianicolense che si protende verso il colle Vaticano, nel rione Borgo, a Roma.

## Etimologia
Il toponimo deriva da alcune rovine romane situate sull'altura, dette "Palatiolum Neronis", perché credute i resti di un piccolo palazzo proprietà di Nerone. Nel medioevo esso veniva anche chiamato mons Neronis, Palaceolum  o Palazzola. Il Palaceolum viene citato due volte anche nella Grande Veduta del Tempio e del Palazzo Vaticano incisa da Giovanni Maggi e Giacomo Mascardi nel 1615, ed edita dal padre Ehrle.

## Storia
Il Palatiolum, sulle cui pendici nel medioevo si estendevano i due insediamenti - il secondo dei quali fortificato - della Schola Frisiorum (per i pellegrini Frisoni) e del Burgus Saxonum (per i pellegrini Sassoni), viene menzionato per la prima volta nel 1053, quando si ricorda un "fundum quod vocatur palatiolum". Le strutture classiche romane vennero in quest'occasione fortificate dall'Imperatore Enrico IV di Franconia, che vi lasciò una guarnigione di quattrocento cavalieri comandata da Ulrico di Godesheim. Nel medioevo sull'altura sorgeva la chiesa di Santa Maria in palazzolo. La chiesa, che era posta "in Civitate Leonina in Monte S. Michaelis", con riferimento alla Chiesa dei Santi Michele e Magno, tempio nazionale dei Frisoni sito sulle pendici settentrionali della collinetta e tuttora esistente, fu abbattuta nel XV secolo per far posto alla vigna Cesi, poi passata ai Barberini.
Sino alla fine dell'Ottocento l'altura veniva anche denominata dal popolo "la palazzina", in quanto vi sorgeva una villetta, dipendenza del Manicomio di Santa Maria della Pietà. A causa di ciò, il toponimo a Roma per un certo periodo divenne sinonimo di manicomio.